# Lasioglossum schwarzi
Lasioglossum schwarzi är en biart som beskrevs av Ebmer 1985. Lasioglossum schwarzi ingår i släktet smalbin, och familjen vägbin. Inga underarter finns listade i Catalogue of Life.